# Cross Hands
Cross Hands est un village du Carmarthenshire, au pays de Galles.